# Viola awagatakensis
Viola awagatakensis är en violväxtart som beskrevs av T. Yamazaki, I. Ito och Ageishi. Viola awagatakensis ingår i släktet violer, och familjen violväxter. Inga underarter finns listade i Catalogue of Life.